# Kompolje (Dobrepolje)
Kompolje (Duits: Kompolle) is een plaats in Slovenië en maakt deel uit van de gemeente Dobrepolje in de NUTS-3-regio Osrednjeslovenska. De plaats telde 498 inwoners op 1 januari 2020.

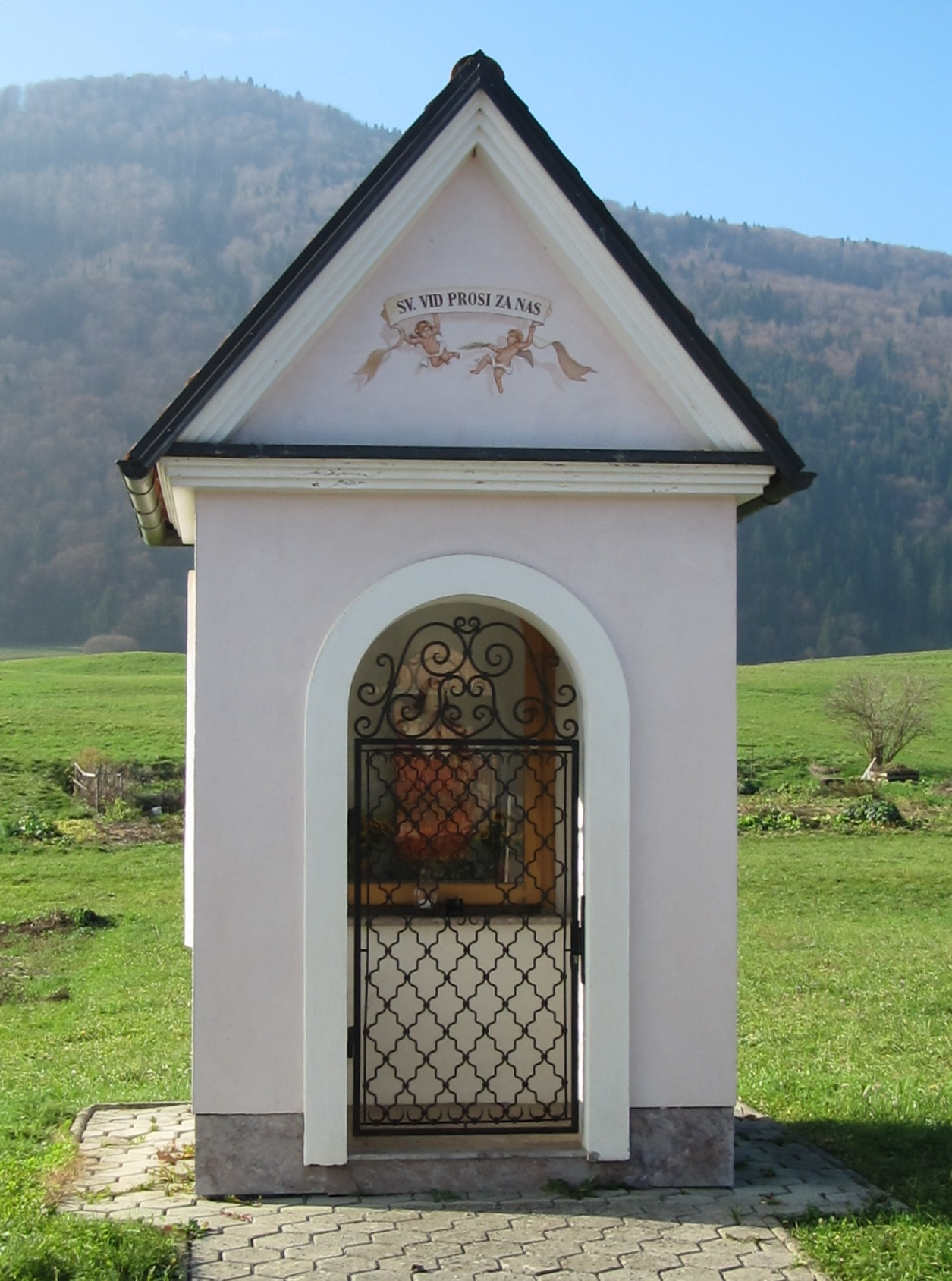
Kapelletje